# 大崙 (桃園市)
大崙，是臺灣桃園市中壢區的一個傳統地域名稱，位於該區西北部。相較於今日行政區，其範圍大致包括內厝里、月眉里、山東里。

## 歷史
台灣清治末期至日治初期，大崙地區為一街庄，稱為「大崙庄」，隸屬於竹北二堡。該庄北與雙溪口庄為鄰，東與洽溪仔庄、芝芭里庄、三座屋庄為鄰，南邊為雙連陂庄，西邊為過嶺庄、崙坪庄、新陂庄。
1901年（日治明治三十四年）11月，全台廢縣廳改設二十廳，該庄隸屬於桃仔園廳大崙區。1903年（明治三十六年），改名桃園廳。1909年（明治四十二年）10月，合併二十廳為十二廳，該庄隸屬不變。1920年（大正九年），廢十二廳改設五州二廳，該庄改制為「大崙」大字，隸屬於新竹州中壢郡中壢街，大字下有「內厝子」、「月眉」、「山下」小字名。
戰後中壢街改制為中壢鎮，隸屬於新竹縣，大字亦改制為里。1950年桃、竹、苗分治，中壢鎮改隸屬於桃園縣。1967年，中壢鎮因人口達10萬而改制為中壢市。2014年12月，桃園縣升格為直轄桃園市，中壢市改制為中壢區。
因人口增加，本地區已分拆為多個里。

## 聚落
本地區發展較早的聚落有山厝仔、大崙、月眉、山下、鱸鰻潭仔、大庄、月眉崁頭、柌公坡尾、挭桃溪、草蓆厝、頂山下、崙腳、水尾溪、東厝等，在日治期初期的官方地圖上已有記載。另外，本地區亦有陳厝、梁厝、賴厝、郭厝、邱厝、山東、茶寮、紅頭墩、舊瓦窯、桂竹仔、大圳頭、水圳頭、井仔厝、崎頂、內厝子、樹林仔、羅厝大埤、大稻埕、雙叉港 等聚落。

## 交通
省道台31線又稱「高鐵橋下桃園段道路」，是蘆竹至湖口與高鐵併行的平面幹道，大致以東北—西南走向經過大崙地區南部。由該道路向東北可前往大園、蘆竹的高鐵沿線各地，向西南可前往新屋、楊梅、湖口的高鐵沿線各地。
市道112號（中正路四段～二段）是觀音至大溪崎頂的道路，大致以西北—東南走向經過本地區南部。由該道路向西北可前往新坡、坡寮、觀音、潭尾並止於省道台15線路口，向東南可前往中壢市區、八德、大溪崎頂並止於省道台3線路口。
區道桃43線（月眉路三段～一段）是大園至大崙的道路，也是本地區中部主要的縱向連絡道路，其南側端點位於本地區中部偏南的市道112號路口。由此向北出邊界後可前往雙溪口、田心子、大園並止於市道113號路口。
區道桃43-1線（聖德路二段～一段）是崙頂至內厝子的道路，也是本地區東部邊界地帶主要的縱向連絡道路，其南側端點位於本地區東南部市道112號路口。由此向北出邊界後可前往雙溪口地區的崙頂聚落，並止於區道桃43線本線路口。
區道桃41線（山東路）是山東至山下的道路，也是本地區西部主要的縱向連絡道路，其南側端點位於本地區西部的市道112號路口。由此向北出經山東國小後出邊界，可前往雙溪口地區的三叉港聚落，並止於區道桃43線路口。
區道桃35-1線（福山路一段）是草漯至崙坪的道路，其南側端點位於本地區西部邊界處的市道112號路口。由此向北北西沿邊界而行，出邊界後可前往草漯並止於區道桃35線路口。
區道桃42線（月桃路）是山東至新庄子的道路，也是本地區北部的橫向連絡道路，其西側端點位於本地區西北部山東國小旁的區道桃41線路口。由此向東南出邊界後轉東北可前往青埔、五塊厝、新庄子並止於市道113號路口。

## 學校
- 大崙國中
- 大崙國小
- 山東國小